# Doughboy

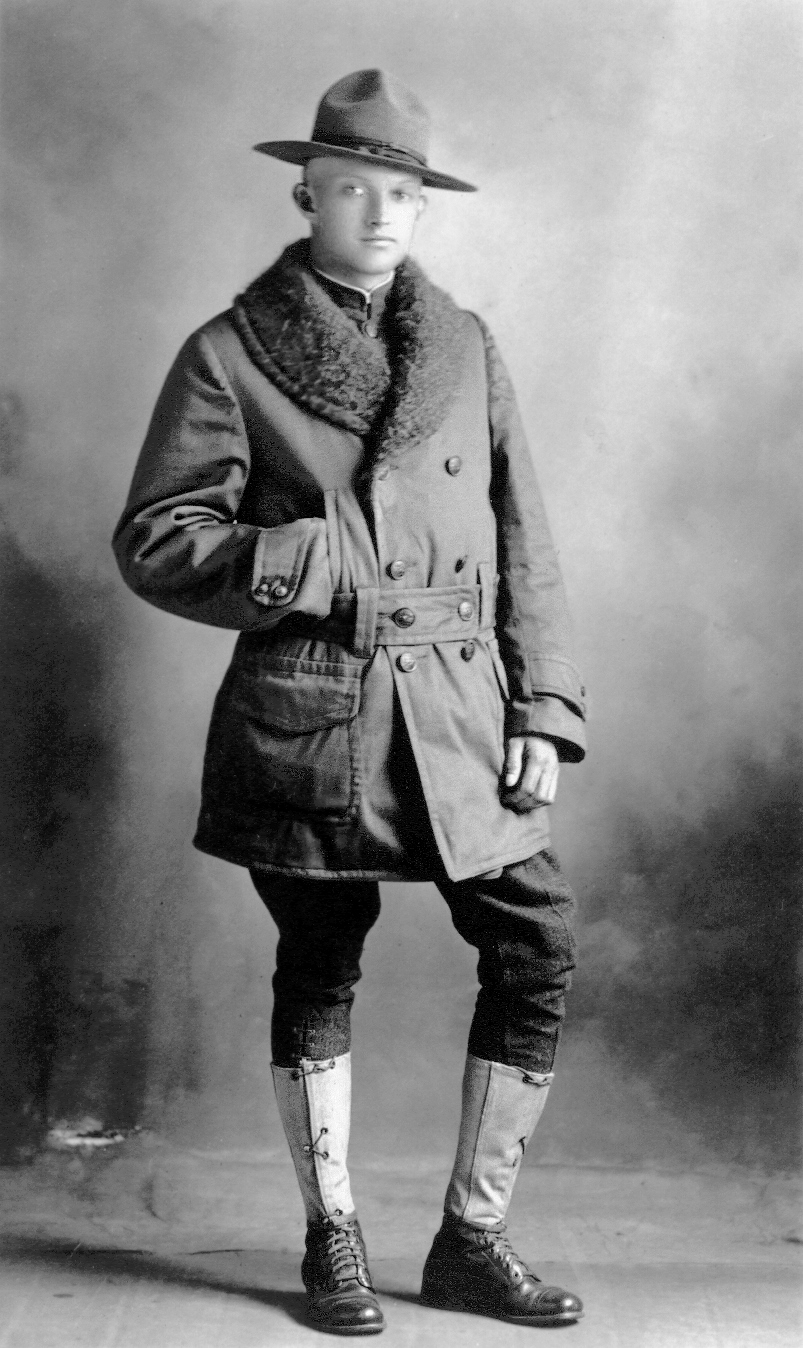
Portret tipic din timpul războiului al unui doughboy american, circa 1918.

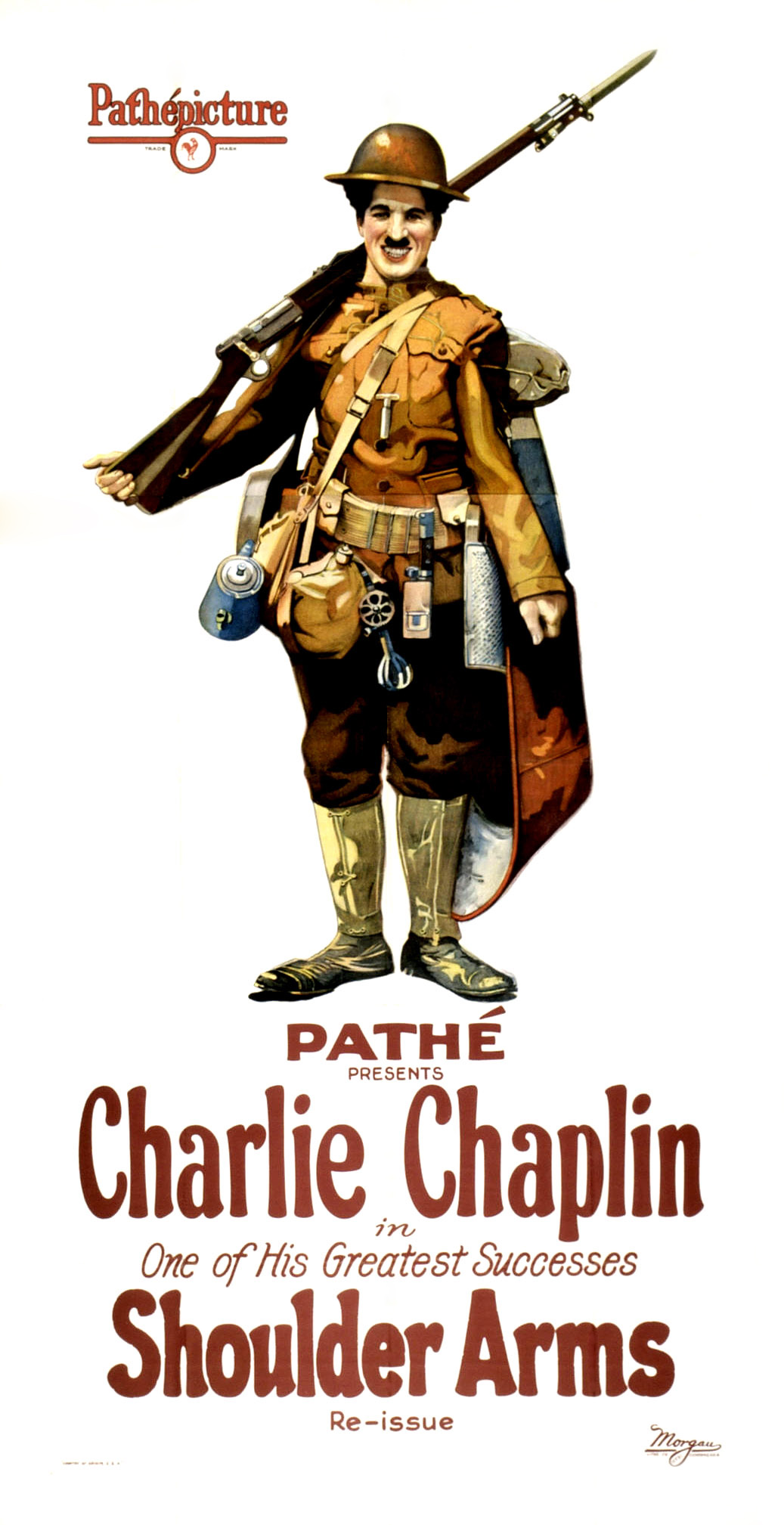
Charlie Chaplin în Charlot soldat - în rolul unui soldat doughboy

Doughboy a fost un termen informal pentru un membru al United States Army sau al United States Marine Corps, folosit mai ales pentru a se referi la membrii Forțelor Expediționale Americane (American Expeditionary Forces) în Primul Război Mondial, dar inițial a fost folosit în Războiul Mexicano-American din 1846-1848. O sculptură populară în rândul maselor, produsă în anii 1920 de E. M. Viquesney - Spirit of the American Doughboy - prezintă un soldat american în uniforma din Primul Război Mondial.  
Termenul era încă folosit de la începutul anilor 1940 - de exemplu, în cântecul din 1942 "Johnny Doughboy Found a Rose in Ireland," înregistrat de Dennis Day, Kenny Baker și Kay Kyser, printre alții; de asemenea și în filmul muzical din 1942 Johnny Doughboy  și personajul "Johnny Doughboy" din Military Comics. A fost treptat înlocuit în Al Doilea Război Mondial cu termenul "G.I."

## Legături externe
- Doughboy Center stories from the AEF